# Abu Ghurab
Abu Ghurab o Abu Gharab (àrab: أبو غراب, Abū Ḡurāb) és un lloc d'Egipte, situat 1 km al nord d'Abusir, on es van construir dos temples solars de la dinastia V de l'antic Egipte, el d'Userkaf i el de Niuserre.

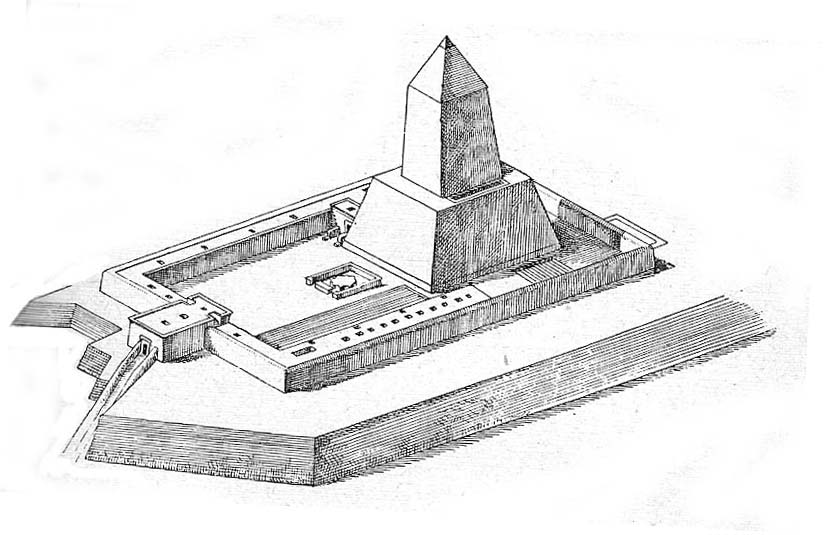
Reconstrucció del temple de Niuserre